# Comuna de Szudziałowo
Szudziałowo (polaco: Gmina Szudziałowo) é uma gminy (comuna) na Polónia, na voivodia de Podláquia e no condado de Sokółka. A sede do condado é a cidade de Szudziałowo.
De acordo com os censos de 2004, a comuna tem 3517 habitantes, com uma densidade 11,7 hab/km².

## Área
Estende-se por uma área de 301,64 km², incluindo:
- área agrícola: 48%
- área florestal: 46%

## Demografia
Dados de 30 de Junho 2004:
|                      | Total   | Total | Mulheres | Mulheres | Homens  | Homens |
| -------------------- | ------- | ----- | -------- | -------- | ------- | ------ |
|                      | pessoas | %     | pessoas  | %        | pessoas | %      |
| População            | 3517    | 100   | 1716     | 48,8     | 1801    | 51,2   |
| Densidade (pop./km²) | 11,7    | 100   | 5,7      | 5,7      | 6       | 6      |

De acordo com dados de 2002, o rendimento médio per capita ascendia a 1208,52 zł.

## Comunas vizinhas
- Gródek, Krynki, Sokółka, Supraśl.